# Břetislav Bakala
Břetislav Bakala (Fregeixšták, 12 de febrer de 1897 – Brno, 1 d'abril de 1958) fou un director, pianista, i compositor txec. La seva carrera va estar centrada a Brno i va ser particularment associada amb la música de Leoš Janáček.

## Biografia i carrera
Bakala va néixer a Fregiršták, Moràvia. Va estudiar al Conservatori de Brno amb František Neumann, i composició amb Leoš Janáček a l'escola d'orgue. El 1922 va continuar els estudis amb Vilém Kurz. De 1920 a 1925 i de 1929 a 1931 va treballar com a director del Teatre Nacional de Brno, on va debutar dirigint Orfeo ed Euridice.
Bakala va descobrir Diari d'un desaparegut en el baül de Janáček i l'abril de 1921 la va estrenar (executant la part de piano). El 31 de gener de 1925 va dirigir el ballet de Bohuslav Martinů Kdo je na světě nejmocnější? (Qui és el més potent en el món?) a Brno. De 1925 a 1926 va treballar per un temps curt com a organista a Filadèlfia als Estats Units, i va actuar també com a acompanyant de Hans Kindler, amb qui va actuar amb èxit per Europa.
Des de 1926 va esdevenir pianista i director de l'Orquestra de la Ràdio Txeca a Brno, i després de la mort de Neumann el 1929 el director principal de l'Òpera de Brno. El 1937 va fer una gira per Rússia i Letònia.
El 1951 va començar a la recentment Acadèmia Janáček de les Arts Musicals a Brno. Va ser contractat com a director de l'Orquestra Filharmònica de Brno el 1956. Durant els anys 50 va ser un dels pocs directors que va interpretar la música de Martinů a la seva pàtria.
L'interès principal de Bakala es va concentrar en les obres de Janáček. El 1921 va estrenar Diari d'un desaparegut, el 1930 va conduir l'estrena de De la casa dels morts a Brno. Va revisar aquesta òpera en col·laboració amb Osvald Chlubna. També va estudiar les òperes poc representades de Janáček com L'inici d'un romanç (1931) i El destí (1934). Va fer les reduccions per a piano de les seves obres incloent-hi el 2n moviment de la Sonata per a Piano 1.X.1905. Va editar els arranjaments de cançons moravianes. La seva muller, la soprano Marie Bakalová-Šíšová era un membre de l'Òpera de Brno així com una cantant de concert.

## Composicions
Břetislav Bakala va fer un nombre petit de composicions influït per Vítězslav Novák i Janáček. Inclouen una sonata per a violoncel, un quartet de corda, Scherzo per orquestra, Cançó de Nadal, així com arranjaments de Janáček esmentats més amunt.